# Buttes gréseuses de l'Essonne
Buttes gréseuses de l'Essonne este o arie protejată (sit de importanță comunitară — SCI) din Franța întinsă pe o suprafață de 24,56 ha, integral pe uscat.

## Localizare
Centrul sitului Buttes gréseuses de l'Essonne este situat la coordonatele 48°30′09″N 2°27′42″E / 48.5025°N 2.46167°E.

## Înființare
Situl Buttes gréseuses de l'Essonne a fost declarat arie specială de conservare în baza directivei 92/43 din 1992 referitoare la conservarea habitatelor naturale și a faunei și florei sălbatice pentru a proteja 2 specii de animale.

## Biodiversitate
Situată în ecoregiunea atlantică, aria protejată conține 9 habitate naturale: Pajiști uscate europene, Pante stâncoase silicioase cu vegetație casmofită, Pajiști uscate seminaturale și facies de acoperire cu tufișuri pe substraturi calcaroase (Festuco-Brometalia) (* situri importante pentru orhidee), Vegetație psamofilă uscată cu pășuni deschise de Corynephorus și Agrostis, Roci stâncoase cu vegetație pionieră de Sedo-Scleranthion sau Sedo albi-Veronicion dillenii, Pajiști calcaroase din nisipuri xerice, Lacuri eutrofice naturale cu vegetație de tip Magnopotamion sau Hydrocharition, Ape stătătoare oligotrofe până la mezotrofe, cu vegetație de Littorelletea uniflorae și/sau de Isoëto-Nanojuncetea, Păduri de fag Asperulo-Fagetum.
La baza desemnării sitului se află mai multe specii protejate:
- amfibieni (1): triton cu creastă (Triturus cristatus)
- nevertebrate (1): Euplagia quadripunctaria

Pe lângă speciile protejate, pe teritoriul sitului au mai fost identificate 7 specii de plante.